# Upfkofen
Upfkofen ist ein Ortsteil des Marktes Mallersdorf-Pfaffenberg im niederbayerischen Landkreis Straubing-Bogen. Bis 1978 bildete es eine selbstständige Gemeinde.

## Lage
Das Kirchdorf Upfkofen liegt etwa fünf Kilometer nördlich von Mallersdorf im Donau-Isar-Hügelland unmittelbar an der Grenze zur Oberpfalz.

## Geschichte
Aus dem Einkünftebuch des Stiftes Niedermünster in Regensburg, das im 13. Jahrhundert angelegt wurde, ist zu entnehmen, dass die Äbtissin in Obfpchoven einen großen Hof und drei halbe Huben besaß, die dem Kloster Reichnisse an Weizen, Hafer, Hopfen, Gülten, Wochekäsen, Eiern, Königspfennig, Leinpfennig und Korn abwarfen.
Für den Ort tauchen in den historischen Unterlagen über die Jahrhunderte verschiedenste Schreibweisen auf. So ist unter anderem die Rede von: Ubenkofen, Upfkouer, Upfkchover, Upfchouer, Uoppchofer, Upchouer, Uppchover, Upfchover, Uppehoven, Uppfchofen, Uffchoffen, Uppchoffen, Uppfkofen. Im 15. Jahrhundert scheint Upfkofen ein selbstständiger Pfarrsitz gewesen zu sein, da in den Urkunden von Kloster Seligenthal der Pfarrer und die „Zechleute“ (Kirchenpfleger) aufgeführt sind. Später wurde es als Filiale der Pfarrei Ascholtshausen angegliedert.
Upfkofen lag im 16. Jahrhundert im Rentamt Landshut und im Gericht von Kirchberg. 1820/21 wurde die Gemeinde Upfkofen gebildet, zu der noch der Weiler Dillkofen und die Einöde Zaislhof gehörten. Im Jahr 1823 setzte sich das Dorf Upfkofen aus 32 Häusern, einer Tochterkirche und einem Wirtshaus zusammen. 130 Einwohner lebten im Ort. 1925 zählte man schon 250 Einwohner in 47 Wohngebäuden. Durch den Abschluss der Gebietsreform in Bayern kam die Gemeinde Upfkofen am 1. Januar 1978 zum neu formierten Markt Mallersdorf-Pfaffenberg. 1987 hatte Upfkofen 219 Einwohner.

## Sehenswürdigkeiten
- Filialkirche St. Martin. Die jetzige Kirche wurde 1865 auf älteren spätgotischen Mauerwerken neu errichtet.

## Vereine
- Freiwillige Feuerwehr Upfkofen
- Krieger- und Reservistenkameradschaft Inkofen-Upfkofen